# Regionalbank
Regionalbanken sind Kreditinstitute, die mit oder ohne Zweigstellennetz lediglich in einer bestimmten geografischen Region Bankgeschäfte betreiben.

## Einordnung der Regionalbanken
Der Begriff Regionalbanken stammt aus der Einteilung der Kreditinstitute nach Bankengruppen der Deutschen Bundesbank, die bankaufsichtliche Gliederungen übernimmt. Sie gehören dort wie die Großbanken und Zweigstellen ausländischer Banken zur Untergruppe der Kreditbanken:
- Einlagenkreditinstitute
  - Kreditbanken
    - Großbanken (4)
    - Regionalbanken und sonstige Kreditbanken (163)
    - Zweigstellen ausländischer Banken (109)

Diese Einteilung differenziert lediglich zwischen überregional und schwerpunktmäßig regional tätigen Instituten, zu denen auch die seit Dezember 1998 nicht mehr eigenständig erfassten Privatbanken gehören.

## Arten
Zur Gruppe der Regionalbanken und der sonstigen Kreditbanken zählen bankbetrieblich die Regional-, Lokal-, Haus-, Konzern- und Branchenbanken. Auch Autobanken (Volkswagen Bank, BMW Bank), Firmenbanken (IBM Deutschland Kreditbank GmbH), Direktbanken (ING-DiBa AG) und Teilzahlungsbanken (Creditplus Bank AG) gehören in diese Bankengruppe. Regionalbanken bilden deshalb die heterogenste Gruppe innerhalb der Kreditbanken. Filialbanken unterhalten ihre Zweigstellen entweder in einer bestimmten Region oder sind überregional tätig.

## Rechtsfragen
Die Einzelfirma ist nach § 2b Abs. 1 KWG für alle Kreditinstitute nicht gestattet. Regionalbanken werden in der Rechtsform der Kapitalgesellschaft (Aktiengesellschaft, Gesellschaft mit beschränkter Haftung oder Kommanditgesellschaft auf Aktien) geführt. Der Begriff Bank ist nach § 39 Abs. 1 KWG geschützt und darf nur von der im Gesetz abschließend aufgezählten Gruppe geführt werden. Insgesamt zählen zu den Regionalbanken 163 Institute. Auch wenn ihr Sammelname „Regionalbank“ vermuten lässt, dass sie lediglich in einer bestimmten Region tätig sind, so trifft dies nicht immer zu. Einige Regionalbanken sind auch überregional, teilweise sogar international tätig. Sie gehören dem Bundesverband deutscher Banken e. V. an.

## Geschichte
Regionalbanken entstanden etwa zur Zeit der ebenfalls regional tätigen Sparkassen. Sie trugen – ähnlich wie Sparkassen – häufig Namen bestimmter Regionen, in denen sie präsent waren. Dabei handelte es sich um Bundesländer oder bestimmte Wirtschaftsregionen (wie etwa das Ruhrgebiet) oder bei Lokalbanken ein einziger Ort. Das traf auf den am 17. Juli 1856 gegründeten Schlesischen Bankverein in Breslau und die Norddeutsche Bank zu, die am 15. Oktober 1856 in Hamburg entstand. Zuvor hatte im Mai 1856 die Allgemeine Deutsche Credit-Anstalt ihre Banklizenz erhalten. Die Vereinsbank Hamburg wurde am 11. August 1856 ins Handelsregister eingetragen, der Barmer Bankverein ging am 29. März 1867 aus dem liquidierten Bankhaus Gebr. Fischer hervor. Die Badische Bank entstand im März 1870, die Essener Credit-Anstalt eröffnete am 9. Januar 1872, die Bergisch-Märkische Bank am 25. November 1872 in Elberfeld ihre Schalter. Die Berliner Disconto-Gesellschaft übernahm 1895 mit der Norddeutschen Bank die inzwischen größte Hamburger Bank. Die Bergisch-Märkische Bank unterhielt ein Zweigstellennetz, das ganz Nordrhein-Westfalen umfasste.
Regionalbanken bildeten zu jener Zeit häufig Interessengemeinschaften mit Großbanken, um risikoreiche eigene Filialgründungen in Großstädten zu vermeiden. Die großen Regionalbanken Kölns wie das Bankhaus A. Levy & Co. waren geprägt von ihren Beziehungen zur rheinisch-westfälischen Industrie. Die schnell wachsende Industrie wandte sich jedoch alsbald von den Regionalbanken ab, weil diese den Kapitalbedarf nicht mehr decken konnten. Die nicht mitgewachsenen Regionalbanken erhöhten daraufhin ihre Eigenmittel. Als 1897 die Bergisch-Märkische Bank und der Schlesische Bankverein ihr Kapital erhöhten, übernahm die Deutsche Bank AG 75 % des Gesamtkapitals dieser Banken. Erst spät entstand am 14. Juni 1921 die Bochumer Westfalenbank, die im Dezember 2010 ihre Pforten schloss.
Zwischen 1933 und 1938 waren Regionalbanken in 21 Fällen an der Arisierung oder Liquidation von jüdischen Privatbanken beteiligt. Die Allgemeine Deutsche Credit-Anstalt galt zu jener Zeit mit über 100 Filialen als eine der bedeutendsten Regionalbanken Deutschlands. Bei der Entstehung des ersten Bankengesetzes, dem „Reichsgesetz über das Kreditwesen vom 5. Dezember 1934“, wurde die Überlegenheit der Großbanken gegenüber den Regionalbanken als Argument gegen die Regionalbankenidee angeführt. So sei die Risikoverteilung bei einer das ganze Reich umspannenden Großbank günstiger als bei einer Regionalbank, bei der eher die Wahrscheinlichkeit bestünde, von dem Niedergang des in ihrem Bezirk vorherrschenden Gewerbezweiges in Mitleidenschaft gezogen zu werden.
Eine Konzentrationswelle erfasste die deutschen Regionalbanken ab 1970. Die Regionalbanken Berliner Handels-Gesellschaft (gegründet: 2. Juli 1856) und die Frankfurter Bank (11. April 1854) fusionierten im Januar 1970 zur BHF-Bank. Die Norddeutsche Kreditbank gehört seit Dezember 1973 der Allgemeine Deutsche Credit-Anstalt. Die Bayerische Vereinsbank (1. Juli 1869) und die Bayerische Hypotheken- und Wechselbank (1. Juli 1834) fusionierten im September 1998 zur Bayerische Hypo- und Vereinsbank AG. Die Vereinsbank Hamburg und die 1875 gegründete Westbank fusionierten im Oktober 1974 zur Vereins- und Westbank, die wiederum ab Juni 2004 in die Bayerische Hypotheken- und Wechselbank integriert wurde. Diese gehört seit Juni 2007 der Unicredit Bank. Die ehemalige Bank für Gemeinwirtschaft entstand aus der am 26. August 1949 gegründeten Bank für Wirtschaft und Arbeit AG und unterhielt zwar ein überregionales Filialnetz, gehörte dennoch zu den Regionalbanken.

## Schweiz
Am 1. September 1994 schlossen sich 98 Schweizer Regionalbanken in der Regionalbanken-Holding (RBA-Holding) zusammen. Sie werden statistisch mit den Sparkassen in einer Gruppe zusammengefasst und befassen sich schwerpunktmäßig im Retail Banking mit Immobilienfinanzierungen, die sie durch Kundengelder refinanzieren.

## Österreich
Die österreichischen Großbanken unterhalten in den Bundesländern Regionalbanken. Die drei bedeutsamen Regionalbanken Bank für Tirol und Vorarlberg, Bank für Oberösterreich und Salzburg und Bank für Kärnten und Steiermark befanden sich bis 1952 im Mehrheitsbesitz der Creditanstalt-Bankverein. Diese gab ihren Mehrheitsbesitz im Zuge von Kapitalerhöhungen bei diesen Regionalbanken auf, die sich nun untereinander beteiligten.